# 国际自由营
国际自由营（土耳其語：Enternasyonalist Özgürlük Taburu，缩写为EÖT；：‎；阿拉伯语：‎）是一个活跃于叙利亚的武装团体，由在叙利亚内战中支持罗贾瓦阵营，对抗伊斯兰国、土耳其军队和叙利亚国民军，与人民保护部队一同战斗的外国籍左翼战士组成。该团体由土耳其霍查主义政党马列主义共产党的成员们发起建立，并于2015年6月10日在艾因角宣布成立，类似于在西班牙内战中作战的国际纵队的组织。该团体的战士包括土耳其人、西班牙人、希腊人、德国人、阿尔巴尼亚人、切尔克斯人、阿拉伯人、亚美尼亚人和拉兹人。 该团体的成员奉行的政治思想包括：马克思列宁主义、霍查主义、毛主义、无政府主义、無政府共產主義。

## 组成
国际自由营由多个左翼武装团体的战士组成，他们大多在在国际自由营创建前就已和人民保护部队一起战斗。这些团体包括：
- 联合自由力量
  -  妇女自由力量
  -  革命公社社员党
  -  马列主义武装宣传队—革命阵线
    -  贝图尔·阿尔廷达尔营
    -  塞尔皮尔·波拉特营

  -  社会暴动
  -  革命阵线
  -  革命总部（2017年，并入革命公社社员党）
  -  土耳其革命党（2016年，与解放运动（土耳其語：Kurtuluş Hareketi）合并为革命公社社员党）
  -  劳动和自由阵线
  -  人民革命力量
  -  库尔德人民革命党
  -  阿齐兹·居莱尔自由力量民兵组织
  -  卡德尔·奥尔塔卡亚小队
  -  克孜勒巴什小队
  -  马希尔·阿尔帕查伊革命战争学校
  -  内杰特·阿达勒支队
  -  斯巴达克斯小队
  -  殉难者贝德雷丁营
- 马列主义共产党
  -  马列主义共产党/妇女公社社员组织
- 土耳其共产党/马列
- 毛主义共产党
- 马列主义党（共产主义重建）
- 土耳其共产主义劳动党/列宁主义
- 国际主义团结革命联盟
- 鲍勃·克劳纵队
- 亨利·克拉苏茨基纵队
- 国际革命人民游击队（英语：International Revolutionary People's Guerrilla Forces）（2017年—2018年）
  -  酷儿暴动和解放军
- 无政府主义斗争